# Lambertus Neher
Lambertus Neher (Amsterdam, 13 september 1889 - Voorst, 22 augustus 1967) was een Nederlands politicus, verzetsstrijder tijdens de Tweede Wereldoorlog en topman van de PTT.

## Jeugd, opleiding en werk
Neher werd geboren in Amsterdam als zoon van Johan Christiaan Neher, timmerman en de Zwitserse Elisabeth Sepp. Hij volgde de mulo in Amsterdam en werkte daarna op schepen van de Koninklijke West-Indische Maildienst, maar moest ontslag nemen vanwege zijn verslechterende gezichtsvermogen. In 1907 ging hij werken als aspirant-monteur bij het gemeentelijke telefoniebedrijf van Amsterdam. Hij werd daar uiteindelijk ingenieur en ontwikkelde zich tot expert in de toen nog in de kinderschoenen staande automatische telefonie. Hierdoor werd hij in 1913 geworven door de Haagse Gemeentelijke Telefoondienst als opzichter en centrale-hoofd en benoemd tot ingenieur eerste klasse, wat bijzonder was voor een niet-academisch geschoolde. In 1930 werd hij benoemd tot adjunct-directeur van het Haagse telefoniebedrijf en in 1935 werd hij daar directeur. In 1943 werd hij door de Duitse bezetter ontslagen omdat hij zich actief ingezet had bij een ambtenarenactie tegen de verplichte Arbeitseinsatz van de Duitsers.

## Oorlogsperiode
Tijdens de Tweede Wereldoorlog speelde Neher een belangrijke rol in het verzet, zijn verzetsnaam was "Dijkstra". Zo werd hij lid van het Nationaal Comité van Verzet, waarvoor hij de coördinatie van het inlichtingenwerk verzorgde. Ook zette Neher voor de Ordedienst een uitgebreid illegaal telefoonnet op. Samen met Herman Jan van Aalderen zette hij een systeem op om via het seinwezen van de Nederlandse Spoorwegen een geheim telefoonnetwerk te beginnen. In de zomer van 1944 werd hij lid van de Contactcommissie van de Groote Advies-Commissie der Illegaliteit. Daarnaast was hij lid van het College van Vertrouwensmannen, opgezet vanuit Londen, waar ook onder meer Willem Drees lid van was.

## Werkzaamheden na de oorlog
Vlak na de oorlog werd Neher directeur van de PTT. Hij leidde de wederopbouw en uitbreiding ervan. Er kwam een centraal instituut voor de bundeling van het onderzoek, het latere Dr. Neher Laboratorium. Dit werk onderbrak hij in 1946 om minister van Volkshuisvesting en Wederopbouw te worden in het kabinet-Beel I namens de PvdA. Om de band met zijn werk niet te verliezen, bedong hij hierbij dat de PTT van het departement van Waterstaat naar zijn ministerie werd verhuisd. In 1947 was hij korte tijd gedelegeerde van het Opperbestuur in Indonesië, waar hij betrokken was bij de onderhandelingen met de onafhankelijkheidsstrijders. In 1949 keerde hij terug als directeur van de PTT waar hij kort voor zijn pensionering in 1954 door de Technische Hogeschool Delft tot eredoctor in de Technische Wetenschappen werd benoemd.

## Pensionering en verdere personalia
Na zijn pensioen zette Neher zich nog steeds in voor de maatschappij. Hij was bestuurslid van diverse stichtingen en organisaties op het gebied van statistiek, techniek en onderwijs. Ook was hij voorzitter van de Commissie Technische studie en Maatschappijwetenschappen en leverde zo een bijdrage tot de oprichting van de Interfaculteit Bedrijfskunde te Delft. In de loop van de jaren zestig verminderde zijn gezondheid gaandeweg. Neher verhuisde naar het Oosten des lands en leidde tot zijn dood in 1967 een teruggetrokken leven.
Neher was getrouwd te Amsterdam op 29 juni 1916 met Aaltje van den Broek. Samen kregen zij één zoon.
Voor zijn actieve rol in het verzet ontving hij op 9 april 1953 een hoge Amerikaanse onderscheiding: de Medal of Freedom with Gold Palm.
In Den Haag werd een straat naar hem vernoemd: de Neherkade, een vierstrooks stadsweg die langs de Laakhaven loopt, in Eindhoven is de Neherlaan naar hem vernoemd en in Schiedam de Neherstraat. Het voormalig Dr Neherlaboratorium te Leidschendam, ooit onderdeel van TNO Informatie- en Communicatietechnologie in Delft, is ook naar hem vernoemd. Het Dr. Neherlaboratorium is erkend als rijksmonument en omgevormd tot 88 eigentijdse appartementen. 